# Chelmsford, Massachusetts
Chelmsford är en ort i Middlesex County, Massachusetts, USA.

## Kända personer från Chelmsford
- Josiah Gardner Abbott, politiker
- Benjamin Pierce, politiker
- Mark Reed, författare